# Ken Hamilton
Bernardo Noriega (1914-2002), más conocido con el nombre artístico de Ken Hamilton, fue un director de orquesta, empresario y músico de jazz argentino.

## Carrera
Eximio pianista de jazz argentino, de gran popularidad durante las primeras décadas del siglo XX. Nació en un hogar humilde en el barrio porteño de Boedo.
Todo en diferentes emisoras famosas en aquellos tiempos como Radio El Mundo, donde se lució junto con Blaky y los Santa Paula Serenaders en el programa American Club. También se encargó junto a Aníbal Troilo del marco musical del radioteatro Felipe, protagonizado por Luis Sandrini.
En 1939 se asocia con Dante Varela, el ex saxofonista de la Santa Paula Serenaders a quien conoció años atrás debido a que trabajó como arreglista del grupo, y con quien hace algunas grabaciones. Allí lo tuvo como trompetista a Rubén Barbieri, hermano del Gato Barbieri. Durante 1939 y 1940 tuvo entre sus integrantes de su orquesta típica al cantante francés Jaurès Lamarque Pons,con quien hizo presentaciones de gran éxito en el cine Radio City con Jean Sablon, y a Lucho Bermúdez.
Formó una destacado conjunto de jazz llamado Jazz Vocal, entre cuyos integrantes estaban Luis Varela, Aldo Nicolini, Tony González, Edwin Morgan, Guillermo Carvalho, Jósé Pasquini, Carlos Ferrari (saxos) y Carmelo Vanni, y las vocalistas Peggy Sanders y Guy Montana, luego: Jean Taylor (Isabel Bottex).
En 1934 participa junto con su orquesta de la película Ídolos de la radio, bajo la dirección de Eduardo Morera y los protagónicos de Ada Falcón, Olinda Bozán e Ignacio Corsini, entre otros.
Fue afiliado por el Partido Comunista  Junto con el maestro Osvaldo Pugliese tuvieron la intención de hacer una declaración política en el que iba a aparecer con el negro argentino Ricardo Avalos, un miembro de la compañía, y otras tres personas Vanoye Aikens, Lenwood Morris y Lucille Elis
Debido a su filiación política fue prohibido en 1948 por el gobierno peronista, por lo que debió dejar de trabajar en el país y exiliarse hasta 1952. En 1960 comenzó a estudiar ruso, alegando que era el lenguaje del futuro. También se desempeñó largo tiempo como presidente del Sindicato de Músicos de Argentina.
Tuvo cuatro hijos Margarita, Ricardo (doctor en matemáticas, Isabel y Gustavo de profesión escritor y periodista. Su nieta es la cantante, autora y compositora Laura Ros y su yerno fue el gran músico Antonio Tarragó Ros.